# Кухня Джибути
Кухня Джибути (фр. Cuisine djiboutienne) — национальная кухня восточно-африканского государства Джибути.
В местной кухне очень обильно используют специи, такие как шафран, корица, тмин, т.д. Это влияние индийской и арабской кухонь.
После употребления пищи, дома душат благовониями и ладаном, которые зажигаются в специальной курильнице, называемой дабкаад.

## Завтрак
Джибутийцы обычно начинают день с чая. Основным блюдом во время завтрака является хлеб лахох, который сравним с эфиопской ынджерой, только лахох тоньше и меньше. Его обычно едят с мёдом, маслом и запивают чаем. Также, лахох иногда дают к мясу (козьему мясу, говядине), овощам (к примеру, тушёному картофелю), супам и рагу.

## Обед и ужин
Обед (сомал. qado) и ужин (сомал. casho) обычно состоят из основного блюда и тушёного мяса (сомал. maraq), вариаций которого полным полно.
Самые популярные блюда — рис и чечевица, которые обычно приправляют бербером (смесью специй) или ните кеббе (пряным маслом). Часто, на обед рис подают с мясом или бананами.
В употребление идут также макароны (сомал. baasto) с соусом, намного тяжелее, чем итальянский соус для пасты. С макаронами часто едят жареное на гриле мясо.
Есть суп харира, который обычно едят ночью во время Рамадана. Он состоит из чечевицы, нута, томатов, томатной пасты, муки и таких специй, как шафран, тмин, петрушка, лук, сельдерей, соль и перец. Из них готовится густой суп.
Из острых блюд можно выделить от фах-фаха (острый отварной говяжий суп) до йеткельт-уэт (пряное овощное рагу). Также популярен йеменский рецепт рыбы, которую раскрывают наполовину и жарят в духовках типа тандура.

## Десерты и закуски
Хальво, или халва, это местная популярная сладость, которую часто едят по особенным случаям, во время свадеб или праздников. Джибутийская халва делается из сахара, кукурузного крахмала, порошка кардамона, порошка мускатного ореха и гхи. Иногда, в хальво добавляется арахис, дабы подкрасить вкус и текстуру.
В Джибути также едят сомалийский вариант индийских самос — самбусы. Местный вариант часто приправлен зелёным перцем, а главным ингредиентом в местном варианте самбус является либо козье мясо, либо говядина.
Популярна также овсяная каша — гарообей. Она готовится путём добавления овса в молоко, которое было приправлено либо семенами тмина, либо порошкообразным тмином.
Также, в стране популярны блинчики из бананов, в Джибути они чаще всего готовятся из бананового пюре и теста из муки, молока и щепотки мускатного ореха.
Фрукты, такие как манго, гуава (сомал. seytuun) и бананы (сомал. moos) едят весь день в качестве закусок.

## Галерея

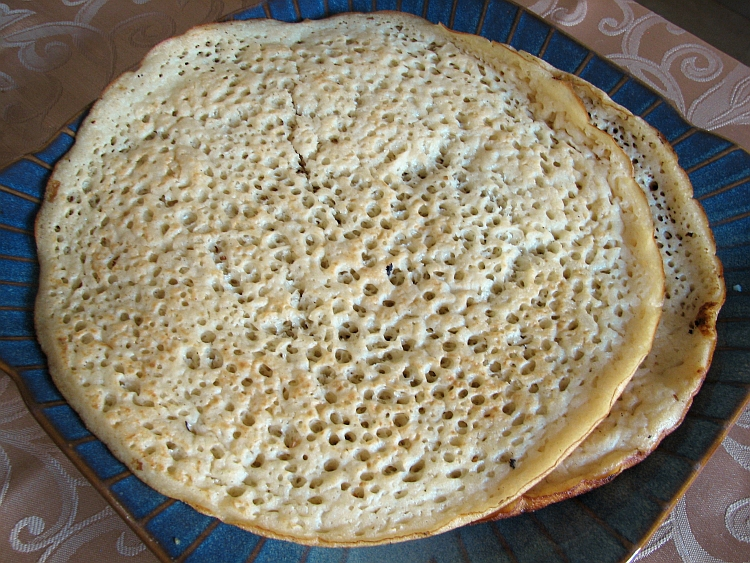
Лахох, хлеб в виде блинов напоминающий ынджеру.
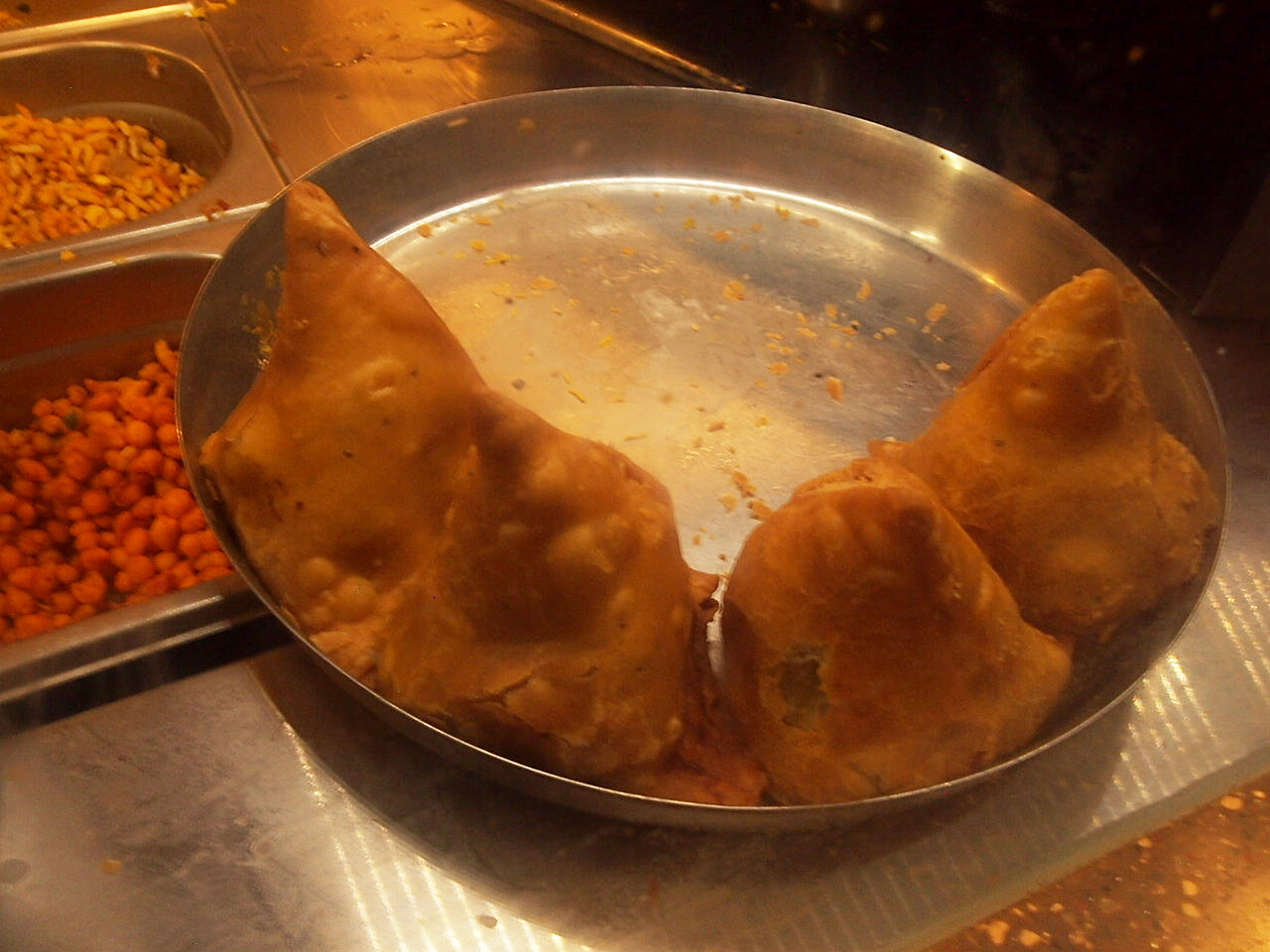
Пример африканских самбус, аналога индийских самос.